# هايكه فابر
هايكه فابر (بالألمانية: Heike Faber)‏ هي ممثلة ألمانية، ولدت في 5 مايو 1965 في برلين في ألمانيا.

## وصلات خارجية
- هايكه فابر على موقع IMDb (الإنجليزية)